# Delias argenthona
Delias argenthona es una especie de mariposa, de la familia Pieridae (subfamilia Pierinae, tribu Pierini). Esta especie y sus subespecies son endémicas de Australia, su envergadura varia entre los 66 a 82 mm.

## Subespecies
- Delias argenthona argenthona
- Delias argenthona fragalactea
- Delias argenthona balli